# 1137 Raïssa
1137 Raïssa là một tiểu hành tinh vành đai chính bay quanh Mặt Trời. Approximately 24 kilometers in diameter, Nó hoàn thành một chu kỳ quay quanh Mặt Trời là 4 năm. Nó được phát hiện bởi G. Neujmin ngày 27 tháng 10 năm 1929. Nó được đặt theo tên Raissa Izrailevna Maseeva (1900–1930), người tính toán quỹ đạo của nó. Tên ban đầu của nó là 1929 WB.